# Gaby Grubea
Gaby Grubea, pe numele real Amalia Ghizela Grubea, (n. 1910, Calafat - d. 1991, Ierusalim) a fost o violonistă română-evreică fondatoarea cvartetului radio și a orchestrei Teatrului Barașeum, artistă emerită a Republicii Populare Române și laureată a Premiului de Stat.

## Biografie
S-a născut în familia unor muzicieni.
În 1947 a cântat ca solistă în cadrul concertului inaugural al filarmonicii „Oltenia” din Craiova. La vioară f (I), alături de violonistul Isidor Wexler (vioara a II-a), violistul Marcel Gross (violă) și violoncelistul Ion Fotino (violoncel), a intrat în componența Cvartetului Radio, formație înființată în 1948. Alături de aceștia a susținut prima audiție românească a Cvartetului op.22 nr.2  în sol major de George Enescu, la mai bine de un an de la moartea compozitorului. În 1955 a părăsit Cvartetul Radio. În anii '50 a cântat în concerte simfonice apreciate, sub bagheta dirijorului Orchestrei Radio, Sergiu Comissiona. S-a remarcat ca solistă a Comitetului de Radio.
Mai târziu a emigrat din România.

## Distincții
- titlul de Artist Emerit al Republicii Populare Române (28 aprilie 1951)[12]
- Ordinul Muncii clasa a II-a (7 mai 1955) „pentru merite deosebite în activitatea artistică și pentru merite deosebite în domeniul radiofoniei”[13]